# Lexmark Indy 300 2003
Lexmark Indy 300 2003 var den artonde och sista deltävlingen i CART World Series 2003. Racet Gold Coast Indy 300 kördes den 26 oktober i Surfers Paradise i Gold Coast, Australien. Ryan Hunter-Reay tog en skrällseger för det svenskägda American Spirit Team Johansson. Paul Tracy säkrade titeln, men hade vunnit oavsett resultat i tävlingen, sedan säsongsfinalen på California Speedway ställts in på grund av skogsbränder i Kalifornien.

## Slutresultat
| Plats | Förare              | Team                      | Grid | Kvaltid  |
| ----- | ------------------- | ------------------------- | ---- | -------- |
| 1     | Ryan Hunter-Reay    | Spirit Team Johansson     | 12   | 1.33,542 |
| 2     | Darren Manning      | Walker Racing             | 14   | 1.33,922 |
| 3     | Jimmy Vasser        | Spirit Team Johansson     | 15   | 1.34,266 |
| 4     | Michel Jourdain Jr. | Team Rahal                | 9    | 1.33,112 |
| 5     | Patrick Carpentier  | Forsythe Racing           | 11   | 1.33,437 |
| 6     | Gualter Salles      | Dale Coyne Racing         | 17   | 1.34,646 |
| 7     | Alex Tagliani       | Rocketsports Racing       | 4    | 1.32,135 |
| 8     | Rodolfo Lavín       | Walker Racing             | 18   | 1.36,075 |
| 9     | Geoff Boss          | Dale Coyne Racing         | 19   | 1.37,247 |
| 10    | Mario Domínguez     | Herdez Competition        | 8    | 1.32,908 |
| 11    | Mika Salo           | PK Racing                 | 10   | 1.33,187 |
| 12    | Adrián Fernández    | Fernández Racing          | 5    | 1.32,436 |
| 13    | Paul Tracy          | Forsythe Racing           | 3    | 1.32,000 |
| 14    | Mario Haberfeld     | Conquest Racing           | 16   | 1.34,299 |
| 15    | Bruno Junqueira     | Newman/Haas Racing        | 2    | 1.31,994 |
| 16    | Roberto Moreno      | Herdez Competition        | 7    | 1.32,732 |
| 17    | Sébastien Bourdais  | Newman/Haas Racing        | 2    | 1.31,994 |
| 18    | Tiago Monteiro      | Fittipaldi-Dingman Racing | 13   | 1.33,857 |
| 19    | Oriol Servià        | Patrick Racing            | 6    | 1.32,731 |